# Rock Roads
Rock Roads è stato un festival di musica rock tenutosi a Giulianova (TE) in tre edizioni, dal 1986 al 1988.
Nato per iniziativa del circolo ARCI di Teramo e dell'assessorato alla cultura del comune di Giulianova, il festival si svolse nel parco dell'ex Ospizio Marino (ora parco Chico Mendez) e si avvalse della collaborazione della rivista Fare Musica il cui direttore, Stefano Pistolini, fece anche da presentatore dei concerti.

## Edizioni

### 1986
La prima edizione ebbe luogo nei primi tre giorni di agosto del 1986. Il cartellone comprendeva, per la maggior parte, band emergenti del rock underground italiano. La line-up della prima giornata era composta dai pescaresi A Special Night e Dirty Kids i reatini Future Memories e i Denovo. Il secondo giorno di concerti venne preceduto da un convegno sulla situazione rock italiano, con la partecipazione di alcuni giornalisti di settore come: Stefano Pistolini, Ernesto Assante, Teresa De Santis, Luca De Gennaro, Stefano Bonagura e Federico Guglielmi. Sul palco salirono i teramani Le Bateau Ivre, i Violet Eves di Rimini e Johnny Thunders Band (con una formazione comprendente anche l’altro ex New York Dolls Jerry Nolan e l’ex Sex Pistols Glen Matlock). La serata finale si esibirono i romani Kim Squad and the Dinah Shore Headbangers, i ferraresi Go Flamingo!, il poeta inglese John Cooper Clarke, con un brevissimo set di monologhi e i londinesi Breathless (inseriti in cartellone all’ultimo momento al posto di Robyn Hitchcock).

### 1987
Nel 1987, la seconda edizione del festival, si svolse dal 7 all'11 luglio. Per questo secondo anno l'organizzazione invitò ad esibirsi soprattutto gruppi del panorama rock internazionale. Martedì 7 luglio aprirono il festival i milanesi Black Maria, seguiti dagli australiani The Go-Betweens! e dagli statunitensi The Gun Club. Mercoledì 8 luglio la serata con in programma i live di The Celibate Rifles e Weather Prophets, venne annullata a causa di un violento nubifragio. Giovedì 9 luglio fu la volta della cantautrice americana Michelle Shocked e degli inglesi Housemartins. Il 10 luglio ci furono i live di Kim Squad and the Dinah Shore e delle due band statunitensi The Fuzztones e Dream Syndicate. La serata conclusiva di sabato 11 luglio si aprì con il concerto di Elliott Murphy, seguito da Phranc e, a chiusura del festival, con il live dei Fleshtones (orfani del leader Peter Zaremba che, a causa di un incidente stradale, venne rimpiazzato dal chitarrista Keith Streng). Gli Housemartins, che in quegli anni erano all'apice della loro popolarità, essendo anche grandi appassionati di calcio, parteciparono ad una partita che, durante i giorni del festival, venne organizzata allo Stadio Rubens Fadini tra una rappresentanza di artisti, giornalisti ed organizzatori ed una composta da residenti del posto ed ex calciatori del Giulianova Calcio.

### 1988
La terza ed ultima edizione del festival si svolse dal 22 al 24 luglio del 1988. Nella prima giornata salirono sul palco Yellowman, Norman Cook (primo pseudonimo di Fatboy Slim), The Gang, Derek B, Chevalier Brothers e Desmond Dekker. Il 23 luglio fu la volta dei Vegetable Men, dei The Wedding Present, di John Martyn e di Martin Stephenson & the Daintees. La line-up della giornata di chiusura, il 24 luglio, vide alternarsi i Weather Prophets, Carmel, i Primal Scream e i Woodentops.